# تعلقه بدین
تعلقه بدین (به انگلیسی: Badin Taluka) یک تعلقه یا تحصیل در پاکستان است که در ایالت سند واقع شده‌است.